# Fernanda Viégas
Fernanda Bertini Viégas (São Paulo, 1971) é uma cientista brasileira que no ano de 2010 foi incluída na lista de mulheres mais influentes do mundo da tecnologia da publicação Fast Company. Sua formação começou no Brasil pelos cursos de linguística e engenharia química. Contudo, não se formou em nenhum. Nos Estados Unidos, graduou-se em design gráfico e história da arte pela Universidade de Kansas, na cidade de Lawrence, indo posteriormente para o Media Lab do MIT no final do ano de 1997. Trabalhou para a IBM, mas encerrou suas atividades para criar sua própria empresa, a Flowing Media
, uma consultoria em visualização de dados, aberta em sociedade com Martin M. Wattenberg, especializada em representar números através de imagens, tornando os dados mais acessíveis.

## Biografia
Fernanda nasceu na cidade de São Paulo, mas cresceu no Rio de Janeiro e, por esse motivo, considera-se mais carioca do que paulista, conforme afirmou em entrevista. Formada em design gráfico e história da arte pela Kansas University em Lawrence, Fernanda reside atualmente em Cambridge.

## Publicações
- Chat Circles. Fernanda B. Viégas and Judith Donath. ACM Conference on Computer-Human Interaction (CHI), 1999
- Persistent Conversations, Judith Donath, Karrie Karahalios and Fernanda B. Viégas . Journal of Computer Mediated Communication, Vol. 4, Number 4, June 1999
- Studying Cooperation and Conflict between Authors with history flow Visualizations. Fernanda B. Viégas, Martin Wattenberg, and Kushal Dave. ACM Conference on Computer-Human Interaction (CHI), 2004
- Many Eyes: A Site for Visualization at Internet Scale. Fernanda B. Viégas, Martin Wattenberg, Frank van Ham, Jesse Kriss, Matt McKeon. IEEE Symposium on Information Visualization, 2007